# Jöns
Jöns är ett svenskt mansnamn. Det är en variant av Johan som kommer från grekiskans Johannes som i sin tur bygger på ett hebreiskt namn som betyder "Gud har förbarmat sig".
Namnet Jöns har av tradition varit särskilt vanligt i de tidigare danska provinserna Skåne, Blekinge, Halland, Jämtland och Härjedalen, där det danska namnet Jens blivit Jöns eller Janns som det uttalas i Jämtland/Härjedalen. Det är också upphov till det vanliga svenska efternamnet Jönsson. Jöns var ett vanligt namn under perioden 1600-tal till 1800-tal, men har under 1900-talet kraftigt tappat i popularitet. En orsak till detta kan vara att Jöns förekommer i flera uttryck av nedsättande karaktär såsom "dummerjöns", "pellejöns" och "jönsig". 
Det fanns den 31 december 2019 i Sverige 608 män som hade förnamnet Jöns. Av dessa har 190 namnet Jöns som tilltalsnamn. Det fanns även 62 svenska kvinnor som hade Jöns registrerat som förnamn, men detta rör sig i flera fall om personer från Dalarna som har sina gårdsnamn registrerade som förnamn.
Namnsdag: Firas samtidigt som Johan den 27 december. 1986-1992 firades Jöns den 27 januari.

## Jöns i pejorativ bemärkelse
De första skriftliga svenska beläggen för att namnet Jöns används pejorativt är från 1619 i Petrus Nicolai Bullernæsius Om lögnen där uttrycket jönshop används: "(Vi skola icke) giffwas widh hwadh Joens hopen, thet är, en hoop medh gastar och glopar bladra." Såväl Carl Michael Bellman som Johan Henric Kellgren och Gustaf Fröding använder namnet pejorativt i sina verk. I Svenska akademiens ordbok från 1934 förklaras denna användning med att Jöns var "ett typiskt plebejnamn", det vill säga ett namn som var vanligt bland allmogen men inte bland högreståndspersoner. Det förekommer också att namnet används som synonym till stackare, det vill säga en vanlig enkel människa i motsats till "finare" och mer välbeställda personer.

## Personer med namnet Jöns
- Jöns Bengtsson (Oxenstierna), svensk riksföreståndare och ärkebiskop
- Jöns Jacob Berzelius, svensk kemist
- Jöns Djäkn, svensk fogde
- Jöns Knutsson (Tre Rosor), svenskt riksråd och hövitsman.
- Jöns Lagepose, svenskt riksråd och riddare av dansk börd.
- Jöns Ljungberg, svensk möbelsnickare
- Jöns Svanberg, svensk präst och forskare
- Jojje Jönsson, svensk skådespelare, komiker och manusförfattare